# ゲーマーゲート集団嫌がらせ事件

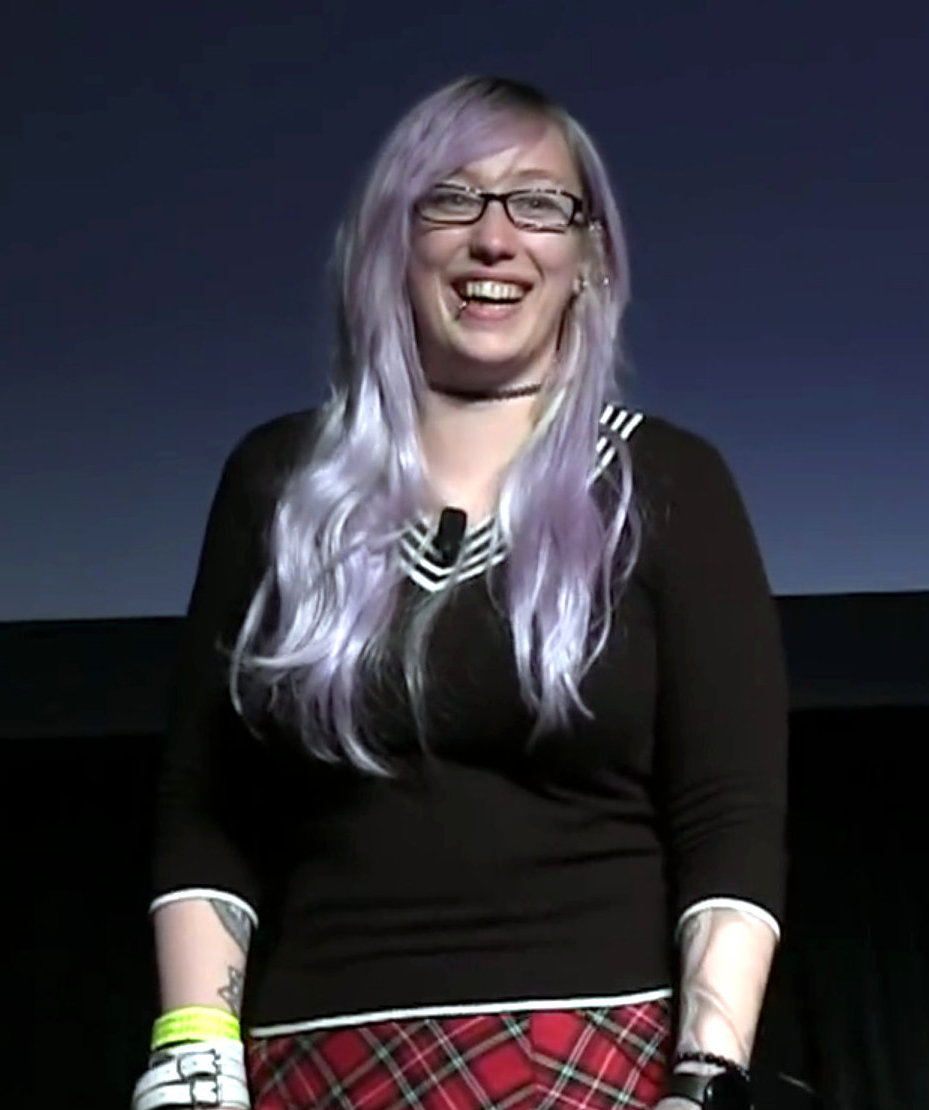
女性ゲーム開発者のゾーイ・クィン。クィンの元彼が「クィンが販促のためにゲーム記者に枕営業を行った」と虚偽の告発を行ったことでゲーマーゲート騒動が発生した。

ゲーマーゲート集団嫌がらせ事件（ゲーマーゲートしゅうだんいやがらせじけん、Gamergate harassment campaign）は、女性嫌悪的なオンラインハラスメント運動であり、ゲーム内でのフェミニズムや多様性、進歩主義に対する右翼の反発である。ゲーマーゲート論争・ゲーマーゲート騒動（ゲーマーゲートろんそう、ゲーマーゲートそうどう）とも呼ぶ。
2014年8月に4chanで始まったこの運動は、主に2014年と2015年に「#Gamergate」というハッシュタグを用いて行われた。ゲーム業界の女性を標的としており、特にフェミニスト評論家のアニタ・サーキージアンやゲーム開発者のゾーイ・クィン、ブリアンナ・ウらが狙われた。このハラスメント運動は、晒し行為や強姦・殺人の脅迫などを含んでいた。ゲーマーゲートの支持者（ゲーマーゲーター）は自らを社会運動としたが、明確な目的や首尾一貫した意図、主導者を欠いているため、ゲーマーゲートを定義することは難しい。ゲーマーゲーターはゲームメディアでの倫理を高めてゲーマーのアイデンティティを守ると主張し、ゲーム内でのフェミニズムや多様性など、彼らがポリコレであると主張するものに反対した。
ゲーマーゲーターらは、クィンがゲーム記者のネイサン・グレイソンと不貞行為を働いたとする虚偽の陰謀論を創り上げた。さらに彼らは、メディア関係者とフェミニスト、進歩主義者、社会評論家らが非道徳的に癒着している（枕営業など）と主張した。これらの主張は、ゲームや報道での実際の倫理的問題とほとんど関係のない無根拠の陰謀論であるとして広く退けられている。また、ハラスメントは発生していないと頻繁に主張し、それは被害者がつくり出したものだと虚偽の主張を行っている。
ゲーマーゲート騒動は、文化の多様化、芸術的評価、ビデオゲームにおけるフェミニズム、ビデオゲームにおける社会批判、ゲーマーの社会的アイデンティティをめぐる文化戦争の代表的なものと評されている。一連の騒動は、ゲーム業界内外の人物がオンライン・ハラスメントに対処する方法や被害を抑える方法について注目するきっかけとなった。現在では、ゲーマーゲート騒動はオルタナ右翼やその他の右翼運動の一因とみなされている。

## 経緯
発端は、ゾーイ・クィンの元交際相手だったイーロン・ジョニが、恋人であったクィンがゲームブロガーと交際し始めた事により、2014年8月にブログで「ゲームの営業で寝るなんて汚い女だ」と虚偽の告発を行ったことである。このブログによりクィンが自身の開発したゲーム『Depression Quest』のレビューを高評価にしてもらえるよう、米KotakuやPolygonの記者など何人ものゲーム開発者に枕営業をしたのではないかという疑惑が起き、多くのネットユーザーがゲームメディアに対し不信感を持つことになった。クィンはゲーム開発者会議などで活発な活動を行っており、彼女が2013年にリリースした『Depression Quest』はLGBTを作品のテーマに含んでおり、リベラルなゲームメディアのプッシュが大きかったとされる。
その後、ゲーム業界において開発者とメディアが癒着しているとしてゲーム業界腐敗を批判したPro-GamerGate（プロゲーマーゲート）と、その運動に反対するAnti-GamerGate（アンチゲーマーゲート）による論争が起きた。当初ゲーマーコミュニティはゲームメディアの腐敗と性を武器に社会的優位に立とうとする行動への議論を開始したところ、あるネットユーザーが件の女性ゲーム開発者のSNSアカウントをハックし、住所などの個人情報をネットへ公開するDoxing攻撃を行ったことで大きな問題へと発展した。その後に、2014年8月27日より産まれたハッシュタグ「#GamerGate」を付けて行われたフェミニストが女性差別と問題視してきたゲームにおける女性表現批判と、フェミニズムがコンピュータゲーム文化・ゲーム内の表現に及ぼす影響が増すことに反対するゲーマーとの衝突が起きた。
ゲーム業界の癒着問題ではなく単に女性を中傷する者、女性叩きの問題ばかりを取り上げて非難する者、というどちら側の一部の過激派か激化し、それをまたお互い批判しあう誹謗中傷合戦に発展したが、この時に主戦場となったのがTwitterであった。そのため、Twitterのリツイートボタンを生み出した開発者のクリス・ウェザレルはゲーマーゲート騒動は、リツイートボタンが問題の根源であると述べた。リツイートは多くの場合、理性的な熟議ではなく、徒党を組む目的や対立意見の対象を攻撃するための晒し上げとして使われた。クリスは「（ゲーマーゲートで）これは異常行動を示す小集団ではないと気づき始めた。おそらく人間一般の振る舞いなのだろう。心の底からゾッとした」と語っている。ビデオゲーム・コンピュータゲーム文化における女性表現とビデオゲームジャーナリズムの問題が主に扱われた。「ゲーマーゲート」は、論争や対立相手への嫌がらせ、またそれに参加する人物の行動を指す包括的用語として使用されている。「ゲーム業界での女性差別やいじめを議論すること」という広い意味合いでも使われる。Timeline of Gamergateには詳細な年表があるが、短期間に様々な事象が発生した事件で、非常に複雑な全体像となった。

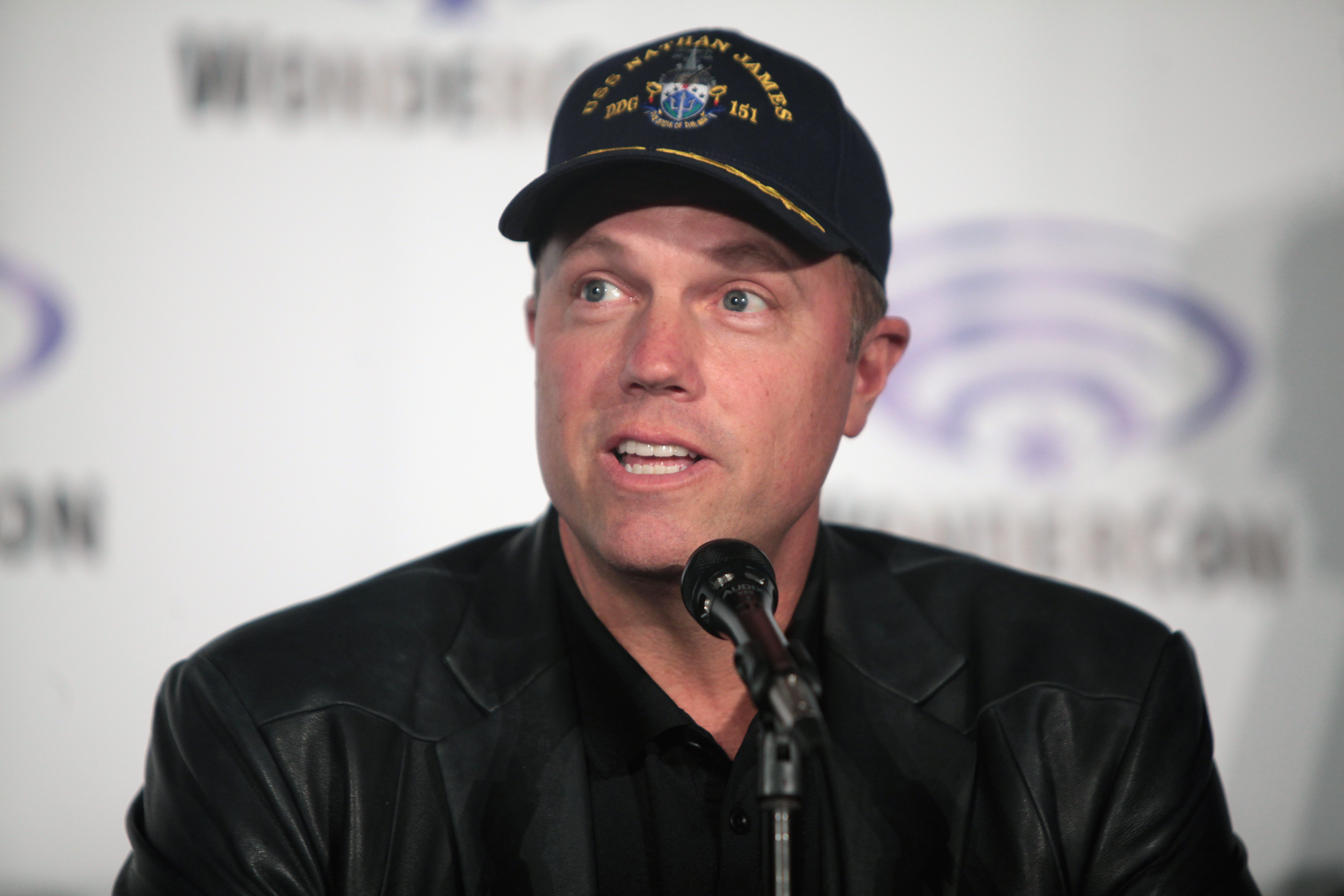
アダム・ボールドウィン

クィンやゲームメディアへの議論が加熱する中、アメリカの俳優アダム・ボールドウィンがTwitterにて議論を取り上げ、「#GamerGate」のハッシュタグを作りツイートしたことで、「#GamerGate」を使用し議論を行うゲーマーゲートコミュニティが誕生し、論争となった。「#GamerGate」の由来はアメリカの政治スキャンダルであるウォーターゲート事件をもじったものである。一部の過激なゲーマーゲートは個人情報の流出、殺害予告、脅迫行為をしていたといわれ、2016年以降も議論される社会問題となった。ゲーマーゲート騒動は4chan、8chan、Redditなどの匿名掲示板、特に 「KotakuInAction」というサブレディットで組織された。一方、騒動の発端となった4chanはゲーマーゲートの話題を2014年9月に禁止した。その後、過激なゲーマーゲーターは8chanに移行し、嫌がらせ運動をより先鋭化させていった。
ゲーマーの男女比が半々であるとされる現在においても、主要なコンピュータゲームが男性の好むジャンルや男性目線で描かれた女性キャラクター描写に偏っていた事は騒動が過熱した大きな原因であるという主張がある。
クィンによるゲーマーゲート騒動を綴った自伝本『Crash Override: How Gamergate (Nearly) Destroyed My Life, and How We Can Win the Fight Against Online Hate（邦題：クラッシュオーバーライド：いかにしてGamergateが私の人生を（ほぼ）破壊したか、そして私たちはいかにしてオンラインヘイトとの戦いに勝利できるか）』(ISBN 1610398084)を映画化する動きもあり、元ソニーピクチャーズ副社長エミー・パスカルが立ち上げた新会社パスカル・ピクチャーズが映画化権を取得した。

## 議論内容
ゲーマーゲートには｢プロゲーマーゲート（Pro-GamerGate）｣と｢アンチゲーマーゲート（Anti-GamerGate）｣が存在する。
プロゲーマーゲートは、開発者とゲームメディアのジャーナリストの癒着によるゲーム業界腐敗を主張する。一方アンチゲーマーゲートは、開発者とゲームメディアのジャーナリストの癒着に対して同意することも多々あるとした上で、ゲーマーゲートはミソジニーだと批判した。ゲーマーゲートの議論内容は多岐に渡るが、代表的なものには以下がある。
- ゲーム内での女性への扱いの不具を唱えるラディカル・フェミニストについて
- ゲームにポリティカル・コレクトネス（政治的正しさ）を求めることについて
- フェミニストをバッシングする人について
- ゲームメディアがゲーマーゲートを調子づかせた問題
- ゲームメディアとゲーム業界の癒着問題
- ゲームメディアに広告をだした企業へのクレーム問題
- ネット叩きはいじめである問題

ゲーマーゲートが作成したポスターには「個人攻撃に反対します。ゲーム業界での女性の進出もサポートします。しかし、バイアスのある腐敗したゲームジャーナリズムは許しません」と書かれている。中には、これ以上オンラインハラスメントや暴言を助長したくないというゲーマーゲートも存在する。
ゲームやメディアのあり方、性差別の問題を真面目に議論している人々も多く、この問題をゲーム業界だけでなく、ネットのモラル向上の役立たせようという動きもあった。北米の大手新聞『ワシントン・ポスト』は、ゲーマーゲート問題をきっかけに、ゲームについての議論が再燃したことに意味があるといった記事を掲載した。
｢ゲーマーゲート問題はなんと言っても叩かれる、スルーするのがベスト｣と言われるほど、ありとあらゆる意見をもつ人が論争に参加し、とてもセンシティブな問題となっている。

## 嫌がらせの事例
ゲーマーゲートコミュニティは当初、「ゲームメディアの腐敗」と「女性という性を武器に社会的優位に立とうとする行動」への議論を、4chan、Reddit、Twitterを中心に行っていたが、一部のネットユーザーが嫌がらせを行い、メディアが報じたことで、社会問題となった。事例は以下がある。
- 虚偽の通報で警察部隊を送り込むスワッティングが数多く発生。
- ゲーマーゲートに批判的なネットユーザー、あるいは嫌がらせ行為を批判した穏健なゲーマーゲートユーザーに対する個人情報晒しや殺害予告
- クィンのブログが乗っ取られ、住所などの個人情報をネットへ公開するDoxing攻撃が行われたため、安全のため自宅から避難した。
- クィンを擁護したゲーム開発者のフィル・フィッシュ（英語版）は、自身の様々なアカウントやパスワードを含む個人情報をハッキングされ、ネット上に晒された。その結果、フィッシュはゲーム業界を去らざるを得なくなり、「これらの運動には価値がない」と語った。
- 女優兼ゲーマーのフェリシア・デイは、ゲーマゲートに対する懸念と、それに反対する発言をした場合の報復のリスクについて自身のブログに投稿した。直後に彼女の自宅の住所と電話番号がネット上に掲載され、嫌がらせの手紙や電話が相次いだ。

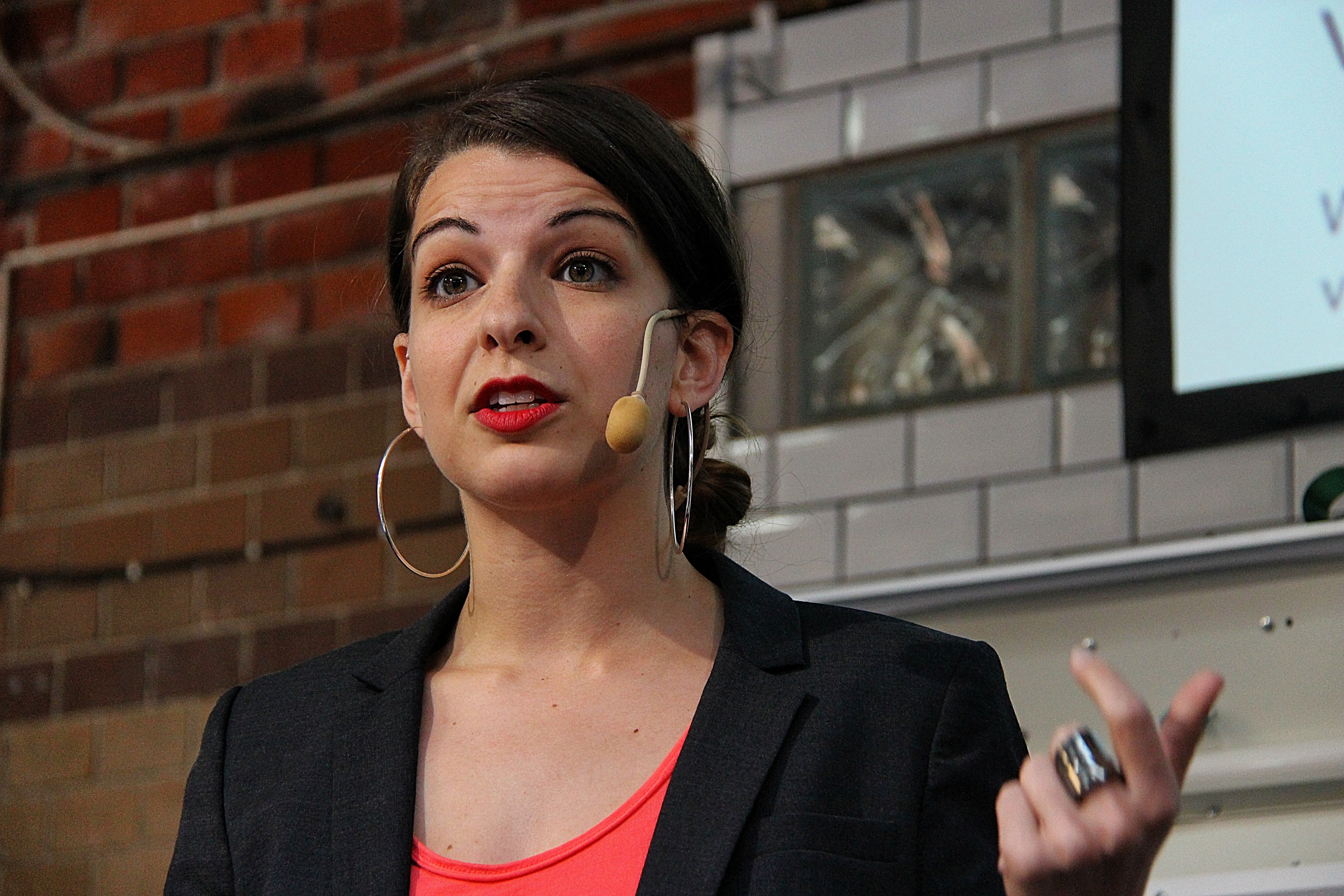
アニータ・サーキージアン

- 2014年9月、ユタ州立大学で予定されていたラディカル・フェミニストのアニータ・サーキージアン(Anita Sarkeesian)の講演に、開催すれば大学構内で銃を乱射するとのメールが届いたとされ、講演が中止された。

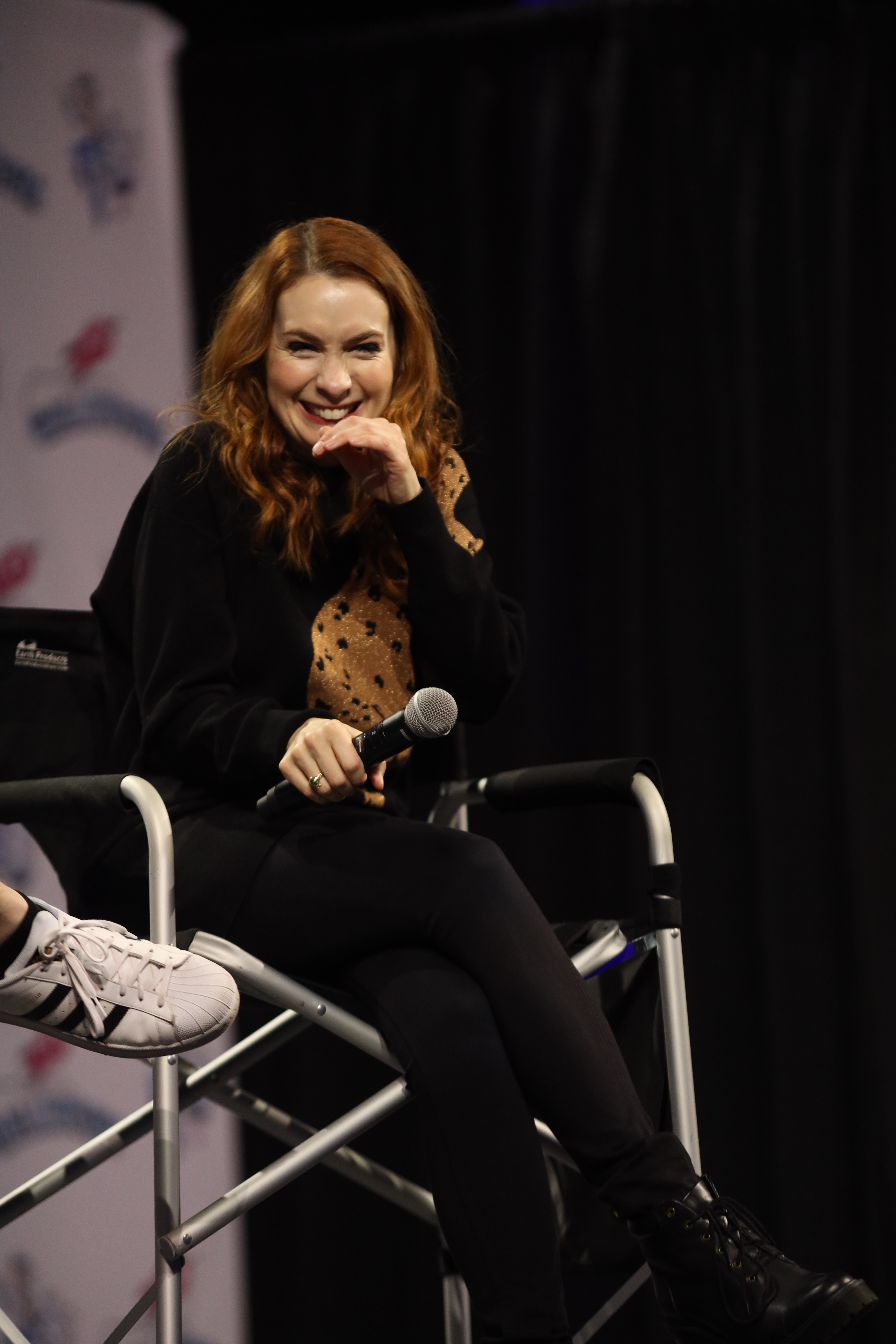
フェリシア・デイ

- 2014年10月、女優のフェリシア・デイが自身のブログで「ゲーマーゲート騒動は恐怖を生み、人々をゲームから遠ざけてしまう」と述べたところ、コメント欄に彼女の住所とメールアドレスが書き込まれた（現在は削除）。

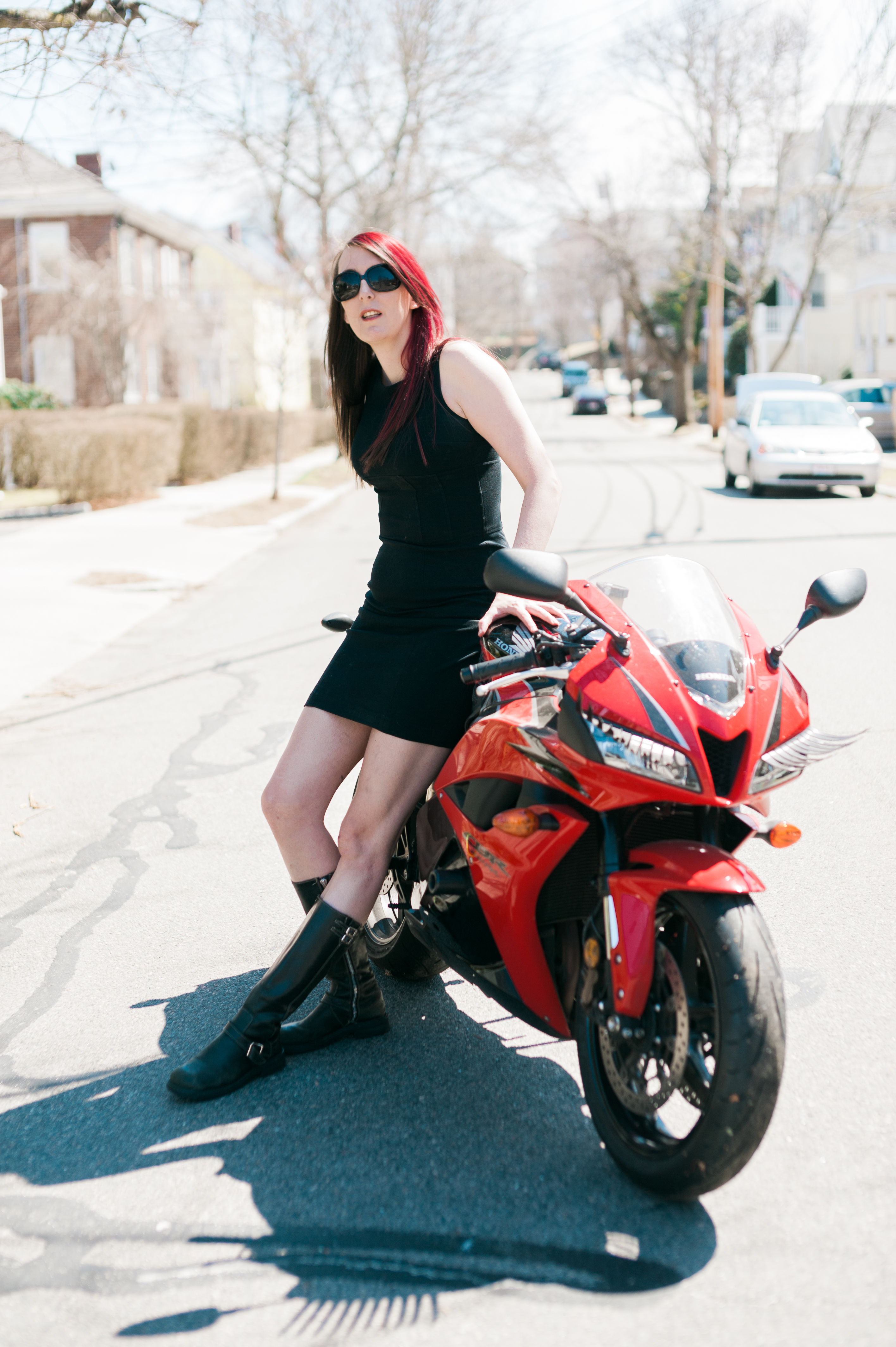
ブリアンナ・ウー

- 2014年10月、ゲーマーゲートコミュニティを批判した女性ゲーム開発者ブリアンナ・ウー[58]がゲーマーゲートをからかうようなツイートをし、ツイッターアカウントは殺害予告であふれ、自宅から避難したとされた。
- 2014年10月、インテルやAdobeなどの広告主が、「ゲーマーゲート」絡みでトラブルとなったニュースサイトから広告を引き上げた。広告主がリストアップされ、大量の抗議メールが送りつけられたためと見られる。広告引き上げが「ゲーマーゲートに加担した」との批判を浴び、インテルは謝罪声明を掲載した。
- 2015年5月、ワシントンDCでのオフ会会場に爆破テロ予告。
- 2015年8月、マイアミで開催されたジャーナリスト向けのイベントに爆破テロ予告。
- 2015年10月、SXSW 2016で開催される予定だったオンライン・ハラスメント問題を議論するパネルディスカッション「ゲームにおける女性へのハラスメント」「ネットのゲームコミュニティ」の中止を目的とした複数の脅迫。

騒動の余波としては以下がある。
- 2014年8月、国際ゲーム開発者協会（IGDA）は、「ゲームコミュニティ全体がこのような忌まわしい行為に対し、ともに立ち向かうよう呼びかける」との声明を掲載した[59]。
- 2014年9月、アニータ・サーキージアンの講演中止に対し、アメリカ連邦捜査局（FBI）が調査を行った[60]。
- 2014年10月、エンターテインメントソフトウェア協会（ESA）は、「個人に対する攻撃や脅迫は、ゲームコミュニティとしても、社会としても、断じて認められない」との声明を掲載した[61]。
- 2015年10月、SXSW 2016がパネルディスカッションの中止を決定したことに対して「Vox Media」「buzzfeed」がボイコットを表明し、テキサス州の政治家がTwitterで「不快だ」と批判した[53][62]。
- 2015年に発売されたゲーム『バットマン アーカム・ナイト』にてゲーマーゲートのパロディとして、リドラーがインターネット上でバットマンに反対する人々を集めようとして失敗したハッシュタグ「#CrusaderGate」が登場した[63]。
- 2021年8月、ウーは依然として「侮辱と継続的な嫌がらせ」を受け続けており、一連のハラスメントの結果、ウーは心的外傷後ストレス障害（PTSD）と診断された[64]。

## ゲームメディアへの批判
事態がエスカレートしていく過程で、ジャーナリズム倫理的にグレーな話が暴露されていった。ゲームメディアのジャーナリストがクィンのクラウドファンディングに出資していた、ゲームメディアの有名ジャーナリストが、この問題への対処についても内々に口裏合わせをしていた、というような、癒着と腐敗が表面化していった。
ゲーマーゲートコミュニティで最も批判を浴びたのは「GameJournoPros」というメールグループだった。科学技術・政治・社会全般に関するニュース・意見などを紹介するサイト『Ars Technica(アーズ・テクニカ)』の上級編集者であるカイル・オーランド(Kyle Orland)が2010年8月31日に立ち上げたもので、150人の作家、ブロガー、さまざまなゲームニュースサイトやメディアの編集者が参加していた。代表的な参加者には以下がある。
- クィンの炎上で名指しされたKotaku、Polygon
- ゲームブログのジョイスティック(Joystiq)
- 大手ゲームメディアのPCGamer、IGN、Gamespot
- 技術系メディアのWired、Engadget，ベンチャービート(Venture Beat)

いずれもアメリカのゲーム業界ではトップジャーナリストと呼べるレベルの人達であり、彼らはメールや隠しフォーラムなどで、「どんなゲームについて書くべきか」「今年はどんなトレンドをプッシュしていくべきか」といったことを話し合っていると指摘された。そこにはある種の誘導や情実が入り込む可能性があり、一般のゲーマーが求める情報と乖離してしまうようなことも起きかねず、偏向報道になりかねないと批判された。
さらに問題とされたのは、以前はジャーナリストだった何人かの関係者が、コミュニティマネージャーやプロデューサーとしてゲーム開発側の人間へ立場を変えている点だった。彼らは開発者の立場に変わっても「GameJournoPros」に在籍しているとされた。これは自分の関係する作品について、他のメンバーから批判的な記事を書かれなくなる可能性を含んでおり、スコアを付けるゲームレビューの中立性について批判が繰り返されていた。

### ゲームメディアの事件
ゲーマーゲート問題では、フェミニズム運動や反性差別運動と、メディアの腐敗を合わせたような事件も起こった。
2013年9月、インディーズ系ホラーゲーム『Homesick』が、クラウドファンディングサイトのインディーゴーゴー(IndieGoGo)に登録され、資金調達が行われた。ゲームブログ『Destructoid』に取材依頼があり、Destructoidの担当ライターだったアリスタイア・ピンゾフ（Allistair Pinzof）によってレポートがまとめられ、メディアが拡散することで、目標額の3万5千ドル（約392万円）に向け順調な滑り出しを見せた。
レポートでは、『Homesick』開発者のクロエ・セガール（Chloe Segal）が、自分が起こした交通事故によって胸に異物を残し、健康が芳しくない中でゲームの開発を続けているという健気なストーリーが描かれていた。クラウドファンディングでは個人の健康を理由にした資金調達は認められていないが、このケースはギリギリの線上にあり、記事を見た多くの読者の同情を集めたと見られる。
しかし、のちにこれは作り話だと判明した。セガールは集めた資金の大半を自分の性別適合手術に利用する予定だった。企画ページに開発費の使い道についての詳しい見積もりは掲載されていなかった。ピンゾフは事実を知りながら、「バラせば自殺する」という脅迫によって口止めされていた。クラウドファンディングが成功した直後、不正を知ったインディーゴーゴーによりページは閉鎖され、セガールは「もうすべてが終わった」と自殺予告ともとれるコメントをTwitterに残して消息を絶ったが、のちに存命が確認された（その後2018年実際に自ら命を絶っている）。
クィンの炎上など、開発者とジャーナリストの癒着が数多く話題になっている中で真相が明らかとなり、ゲーマーゲートコミュニティから批判を浴びた。ピンゾフは解雇され、ゲームジャーナリズム界からも身を引いた。2014年頃、彼は事件の概要を自分の立場で報告するブログ記事を公開し、「人権団体からのプレッシャーにより、Destructoidは私をクビにした」と述べた。信用を失墜したDestructoidでは退職者が続出し、不安定な状態となった。

### スポンサーへの攻撃
ゲーマーゲート支持者たちは、論争勃発後に相次いだゲームに多様性を求める記事を、ゲームとゲーマー文化への攻撃と解釈し、批判した。ゲーマーゲートの投稿には、自分たちを不快にさせる組織に対する5段階の「戦争計画」として、ターゲットとなる組織のリストから選び、他の人がまとめたリストから不満を選び、それを含むフォームレターを広告主に送る方法が記載されていた。インテルはこれに反発し、2014年10月にゲーム情報サイト・Game Developerからの広告キャンペーンを取り下げた。これに対し、多くのゲーム開発者が言論の自由を冷え込ませる可能性があり、むしろ嫌がらせを支援しているに等しいとインテルを批判した。その後、インテルは謝罪し、最終的に11月中旬にGame Developerでの広告を再開した。

## SJWとラディカル・フェミニズム
欧米では「ネットを中心に活動する、フェミニストを含めた攻撃的な表現規制論者たち」は「ソーシャル・ジャスティス・ウォリアー／social justice warrior／SJW」と呼ばれている。SJWは「社会正義のために戦う人」「正義の味方ちゃん」などの意味で、英語圏のオルタナ右翼コミュニティで使われるネットスラングである。
ゲーマゲートは、ゲーム業界やメディアにおける「SJW」の影響力への反発と結びついており、彼らを伝統的なゲーム文化を脅かす存在と認識している。
SJWとしてオルタナ右翼のゲーマーから批判される団体には、フェミニスト・フリークエンシー（Feminist Frequency／略称：FemFreq）が挙げられる。カナダのラディカル・フェミニストで評論家でもあるブロガーのアニータ・サーキージアン（Anita Sarkeesian）が代表を務めるフェミニズム団体であり、2014年のゲーム・デベロッパーズ・カンファレンス（GDC）で「ビデオゲームにおける女性の扱われ方」というプレゼンを行い、女性として初めて、ゲームをよりよいものにするために貢献した人物に贈られるアンバサダー賞を受賞した。
クラウドファンディングの資金援助を受けて、2014年6月からYouTubeにて「ゲームに登場する女性キャラクターはいかにして性の対象として描かれているか？」が主題の『ビデオゲームにおける典型vs女性（原題：Tropes vs. Women in Video Games）』シリーズを公開している。任天堂をはじめとした国内外のゲームに対し、以下のような主張を行っている。
- 「薄着や露出の多いセクシーな女性キャラクター」「胸やヒップを強調したアングル」など性の対象として表現されたものは、男性プレイヤーの興味をそそるために創作されており、「女性は男性の欲望を満たすための装飾的存在だ」というメッセージを売りつけている。
- 特に操作できないモブキャラクター（NPC：Non-Playable Character）の売春婦、ストリッパー、ポールダンサーなどは、ほとんどの場合ストーリーと無関係だが、男性へのサービスとして使われる。貧困街で働いたり、片言を話す女性NPCが登場するシーンは買春ツアーを想起させ、女性や女性キャラクターを「性の商品化」しており[注釈 2]、白人や西洋人が別の人種の女性を性の対象として消費してきた、伝統的な人種差別表現の典型である。
- 「見学者」であるテレビなどのメディアと違い、ゲームはキャラクターをプレイすることでユーザーを「参加者」に変えてしまうため、「女性の役割は男性の欲望を満たすことである」という強いメッセージをプレイヤーに投げかけ、現実社会における女性の立場に少なからず影響がある。
- 男娼キャラクターなどを登場させ、性の対象化の描写が平等になっても、社会では男性の性的能力[注釈 3]は他人を喜ばすものとして考えられておらず、社会的ポジションを男性が独占する文化（家父長制・パターナリズム）である以上、女性キャラクターを性の対象として描くことの根本的解決にならない。
- 男としてプレイし、女性を射殺するようなゲームを想像するだけで、身の毛がよだつ。

ラディカル・フェミニストには「大衆娯楽は、プロデューサーなど権力者のほとんどが男性であり、彼らの意向で男性へのサービスのために ＜女性がセクシーな服を着させられたり、男性受けするふるまいをさせられている＝支配されている＞ ため、女性差別である」という主張が多い。
「女性が自らセクシーな服装やふるまいを選んだり好んだりする権利や自由」については、「女性が自分の意志でそのように振舞っていると思っていたとしても、家父長制・パターナリズムによる男性優位社会で育ったため、男性の支配を当たり前と思い（＝内面化し）、セクシーさ、女らしさ、男性への媚びなどの性的アピールがよいものだと思わされている」という主張が多く見受けられる。

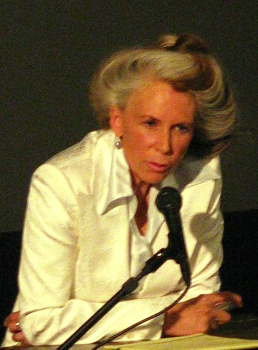
キャサリン・マッキノン

セクハラを体系化した第一人者であり、ラディカル・フェミニストの代表格でもあるアメリカのキャサリン・マッキノンは来日時の研究会で「日本のレディースコミック（ティーンズラブやボーイズラブなど）を女性たちが買ってポルノとして使っているのをどう思うか」という質問に対し、「女性向けのポルノというのは、実は男が男向けに作っているのであり、その読者の99%は男である」と答え、発言の事実との乖離を参加していた森岡正博に批判されたが、アニータ・サーキージアンとFemFreqも、「ゲームの作り手は男性が多く、女性の性的表現は権力者の男性による男性のためのものであるため、女性差別である」「ゲームコミュニティやゲーム業界は、男性に支配された世界（Male Dominated World）である」としている。
これらの主張により、世界的ヒットとなった人気ゲームなどで、表現規制や販売中止が相次いでおり、そのたびに炎上する事態となっていた。
なお、ラディカル・フェミニストを中心とした「女性キャラクターの露出衣装・セクシーなふるまい・演出などの表現は女性差別である」という主張や、海外の性的な表現規制は1990年代から続いている。『マザー』で街中に登場した「BAR」の看板が「CAFE」に変更された、『ファイナルファンタジーⅥ』のキャラクター「セイレーン」の服装が変更された、『悪魔城伝説』の敵キャラクターの胸が女性から男性らしきものに変更されたなどの事例が挙げられる。

### ゲームの女性差別
ネット上にゲームをプレイする様子を動画で公開する「ゲーム実況」では、コメントの内容に男女で差がある。女性ゲーマーは男性ゲーマーに比べて、外見について言及されることが多い。
アメリカのインディアナ大学ネットワークサイエンス研究室の研究チームは、ゲーム実況をライブ配信できる世界最大級のゲーム配信サイト「Twitch」の、実況者400人（男性200人、女性200人）の実況中に交わされた7,000万件以上のコメントを分析した。その結果、女性のゲーム実況者が受け取っているコメントはゲームに関するものよりも、ルックスや体型などに関するもののほうが多いと判明した。
女性ゲーマーに対する代表的なコメントは、おっぱい（boobs）、女の子（babe）、カワイイ（cute）などで、一部は明らかにセクハラ発言だった。これに対し、男性ゲーマーへのコメントは、ほとんどが現在進行中のゲームについてだった。研究レポートでは「実況者と視聴者を分析した我々の研究では、Twitchの世界ではチャットの会話において男女の区別が強調されている。交わされるメッセージの内容に、性別が深く関係している」と結論づけている。
実績のある女性プロゲーマーのインタビュー動画では、数え切れないハラスメント発言を受け、「尻軽女（whore）」とも呼ばれたり、アジア系であることから人種的中傷にも何度も晒されたと述べている。幾人かの女性ゲーマーが「レイプする」や「殺す」などの深刻な脅迫を受けているケースも報告され、Twitch側は不適切な言葉を表示させないようにフィルターをかけたり、問題のあるユーザーをブロックするなどの対策を行った。
なお、インタビューを受けた女性プロゲーマーは「男性社会のビデオゲームコミュニティで女性であるが故に直面している苦境」と述べた。

### ゲーム内の女性描写に対する抗議・変更事例
- 2013年、ヴァニラウェア『ドラゴンズクラウン』欧米版で、女性キャラクター「ソーサレス」の胸が大きすぎると一部のフェミニストが厳しく批判し、Kotakuも女性キャラクターデザインを過度に性的だと批判した。また、ビキニを着た小さな胸の女性戦士のポーズが、股を開いて男を誘っているようだと批判を受け、ソーサレスとともに削除された[78][79]。

- 2014年、『グランド・セフト・オートV(Grand Theft Auto V)』に対し、女性への暴力を助長するとして販売停止を求める署名活動が起こり、44,000人以上の賛同を得て、オーストラリアで販売中止となった[80]。他方で、販売中止に抗議する署名活動も行われた[81]。「ゲームでは女性だけでなく男性も攻撃できる。そもそもゲームはR18+指定を受けていて子どもは買えないようになっている。我々にはゲーム内容に関わらずゲームを買う権利がある」と批判された。親会社テイクツー・インタラクティブ(Take-Two Interactive)社長のカール・スラットオフ(Karl Slatoff)は、「誰かが一つのコンテンツを買いたくないと思うことは、100%理解できる。そのコンテンツを気に入らず不快に思うなら、買わないだけのことだ。しかし、1人の人物もしくは集団が、数百万人の他人のためにそれを決めようと思うのは別の話だ。それは、自由社会のあらゆる基盤に背いている。これは表現の自由であり、それを潰そうとする行為は危険で歯止めが効かなくなってしまう。ビジネス面よりも、我々にとってはそういった面での失望が大きい」とした[82]。なお、オーストラリア以外では販売された。

- 2015年10月、コーエーテクモゲームス開発、任天堂販売の『零 濡鴉ノ巫女』欧米版で、日本オリジナル版では入手可能の水着衣装が削除され、女性キャラクター「ゼロスーツサムス」と「ゼルダ姫」の衣装が追加された。任天堂はKotakuのインタビューで衣装の変更を認めたが、理由は明かさなかった[83]。
- 2015年11月、コーエーテクモゲームス『Dead or Alive Xtreme 3(DOAX3)』の女性キャラクター「マリー・ローズ」が、「彼女が18歳？ 13歳じゃないのか？」「子供に興奮するなんて気持ち悪い人たち」「このゲームは女性を侮辱している」などと抗議を受け、フェミニズムによる反発を考慮し欧米版の発売を中止した[84][85][86][87]。その後販売されたアジア版には英語オプションがついており、香港に拠点を置くワールドワイド通販サイト「Play-Asia」にて、アジア版がサイト史上最大のセールスとプレオーダー数を記録したと伝えられた[88][84]。日本の人気グラビアイドルの倉持由香は「マリープロは天使」「女体の美しさを表現したくてこの世界に入ったので、いつかはグラビアを制作する側に行きたいなぁとDOAX3をプレイして改めて思いました。女体はいいぞ…」と同作のファンを公言し話題となった[84]。

- 2016年2月、任天堂『ファイアーエムブレムif』の欧米版『FIRE EMBLEM Fates』で、3DSのタッチスクリーンにてキャラクターを撫でるスキンシップ機能が削除された。本来信頼度や絆を高めるために行うものだが、撫でるうちにキャラクターが赤面したり、結婚したキャラクターとスキンシップを取れば甘い言葉を囁やくなどと、ファンを喜ばせていた機能でもあった[89][90][91]。
- 『FIRE EMBLEM Fates』炎上に関連し、任天堂のアメリカ支社「Nintendo of America」で翻訳などのローカライズを行う部署で、マーケティング関係の仕事をしていたアリソン・ラップは、この炎上で解雇されたとツィートした。彼女は『ゼノブレイドクロス』『ファイアーエムブレムif』に直接関わってはいなかったが、E3で行われたイベントに登壇したこと、Twitterでフェミニズム思想を掲げるツイートをしていたことで、「ラップが表現規制を指図した張本人」とされ炎上し、任天堂にクビを求める運動が起きていた。任天堂は炎上や運動が原因ではなく、副業のアルバイトで偽名を使っていたなど「社内文化に反する兼職により解任した」としたが、ラップは「副業は任天堂のポリシーで許可されている」とツイートで反論した[92]。

## オルタナ右翼とゲーマーゲート
駿河台大学経済経営学部専任講師でGLOCOM客員研究員の八田真行は、ゲーマーゲート参加者が全員オルタナ右翼になったわけではないとしている。ジャーナリストであるブラッド・グラスゴー(Brad Glasgow)が行った調査では、多くのゲーマーゲートは自分をリベラルだと考えていた。バラク・オバマに投票した人が多く、死刑反対、公的社会保険賛成など政策的にもリベラル志向が強かった。「ゲーマー＝オルタナ右翼」という単純な図式ではない。海外の多くのメディアのオルタナ右翼関連の記事では、マイロ・ヤノプルス(Milo Yiannopoulos)がゲーマーゲートとオルタナ右翼の両方で活躍しており、なんとなく両者を関連づけている、ということが多いとしている。

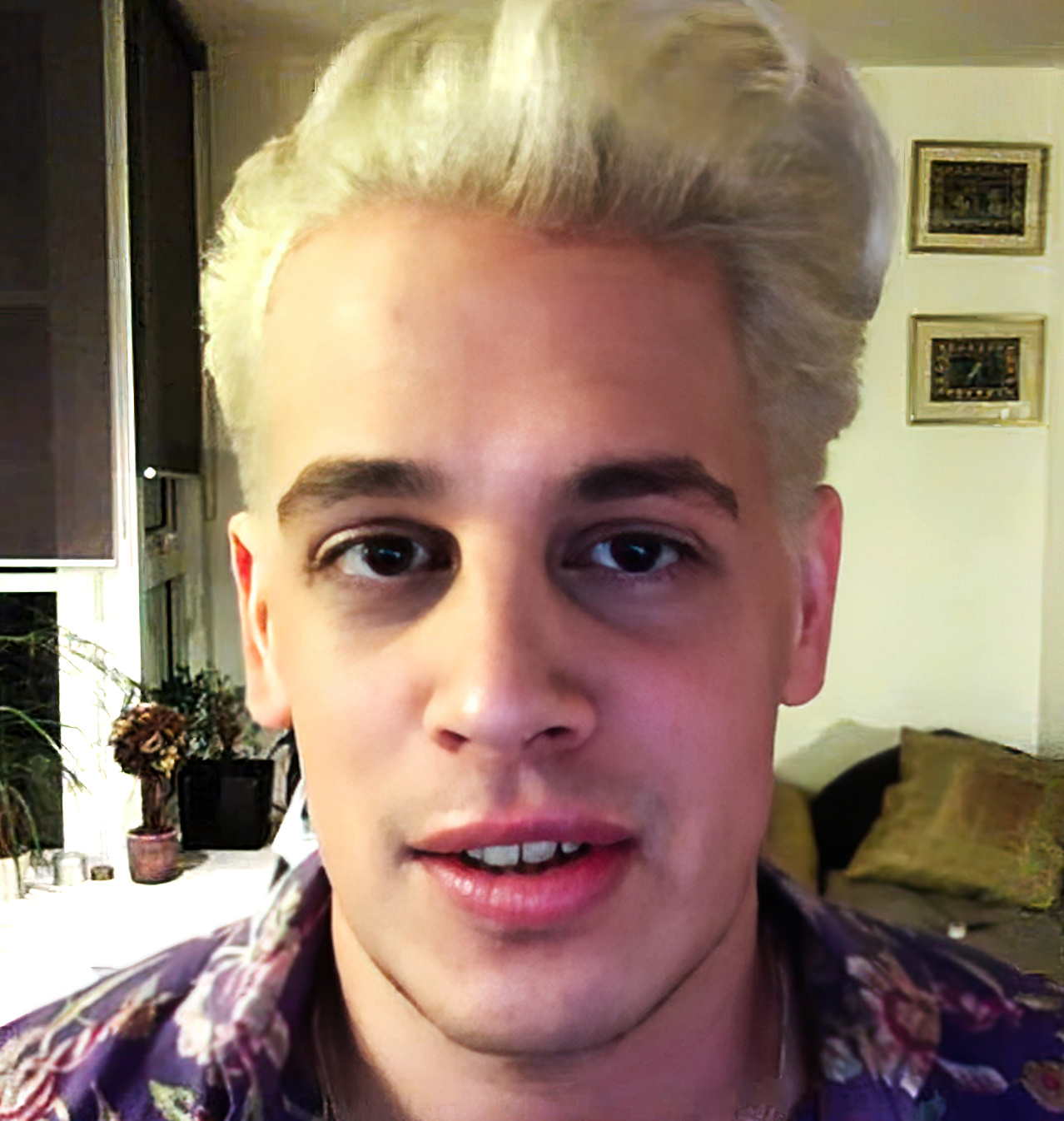
マイロ・ヤノプロスはゲーマーゲート騒動に関わった後にブライトバート・ニュースの編集者となった

一方で、マイロ・ヤノプルスのように、ゲーマーゲートからオルタナ右翼へ流れた人も相当数いると考えられる。八田真行は、一部のゲーマーゲーターは、ラディカル・フェミニズムをメディアが結託して支持し、ポリティカル・コレクトネスを錦の御旗に掲げ、適当なことを言って自分たちの好きなゲームをおとしめ、ゲームにおける表現の自由を抑圧しようとしており、そうした「敵」に対抗するための手段、理論的支柱として、アイデンティタリアニズムのようなオルタナ右翼の思想を見いだしたと分析している。
ゲームジャーナリストのマット・リーズ(Matt Lees)は、2017年のゲームズコム(Gamescom)にて、オルタナ右翼とゲーマーゲートについてスピーチを行った。このスピーチ動画は『Cultural Complicity - Matt Lees @ Gamescom Congress 2017』というタイトルでYouTubeに公開されているが、公式チャンネルではなく、コメントも禁止されている。彼の主張は以下のようなもの。
- ゲームの主な客層は、社会的権利を失った人間である。ゲームというのは権利の奪われた人間が行く家のようなものである。
- ある者は数ヶ月数年ゲームをプレイし、人生がまともになって自然にその家から去るが、ある者はそうならず、権利の奪われた人間でありつづける。やがてより悪いところに行き、ヘイトグループに入ったり、テロリストとなる。
- 女を支配できる、何でも操れると教え込まれた世代が、それらが出来ないと怒り出す。ゲーマーゲートは女性に対するセクシズムである。ゲーマーゲートは皮肉屋と負け犬のムーブメントである。
- 彼らは（反ポリティカル・コレクトネスを掲げて2016年に当選した[94][95]）トランプ大統領を支持した。やがてファシズムとなるだろう。
- 未来にラディカルな考え方は必要ない。『どうぶつの森』は好きだが、ゲーム内で家を買うようなゲームを作り続けるわけにはいかない。
- 議論の的になるのはよいことである。主流なゲームでは、論議を起こすような事を何もしてない。
- 暴力性を排除したポリティカル・コレクトネス的なゲームが必要である。ゲームを次世代の子供達に革命を起こすためのツールとすべきである。
- ゲーム業界は、世界を変えるために行動を起こすべきである。次の世代は世界を変えることが出来る。資本主義という古いものは必要ない。私の考えるゲームの仕組みは、次世代の考え方を劇的に変えることが出来る。

なお、2018年にアメリカのマリスト大学世論研究所が実施した世論調査では、公の議論が現状よりも政治的に正しくなることや、ポリティカル・コレクトネスに反対するアメリカ有権者が、全体の52%に上ったことが明らかになった。

## 嫌がらせへの対処
2015年1月、クィンとアレックス・リフシッツは、Crash Override Networkを設立した。これは、ゲーマーゲート事件など、オンライン上で嫌がらせを受けた人々に無料で支援や助言を提供し、そのような脅威に対応するために、法律当局やソーシャルメディアサイトと協力する専門家の民間グループである。ソフトウェア開発者のランディ・ハーパーは同様のグループ、Online Abuse Prevention Initiativeを設立した。

### 法整備
ニューズウィークは、FBIがゲーマーゲートに関するファイルを持っていると報じたものの、逮捕も起訴もされておらず、脅威に関するFBIの捜査の一部は、証拠不足のため2015年9月に終了していた。これについて、元FBI捜査官でサイバー犯罪担当であったティム・ライアンは、サイバーハラスメント事件は、加害者を追跡するのが難しく、また取り締まるべき他の犯罪に比べて罰則が低いため、当局の優先順位は低いことが理由であると述べている。
ゲーマーゲートで脅迫・嫌がらせを受けたブリアナ・ウーはFBIの対応に強い不満を示し、「FBIは渡した情報のほんの一部しか調べなかった。彼らは全てのレベルで失敗した、」と述べた。The Diplomatic Courierのクリシェラ・ヘルツォークによれば、法的強制力が無いことが、嫌がらせをする側が処罰のリスクを負うことなくこうした活動を維持することにつながっていると評している。
2015年6月、合衆国最高裁判所は、オンラインで送信された嫌がらせのメッセージは必ずしも刑法で訴追可能な真の脅威ではないとの判決を下した。Pacific Standardは、この判決はゲーマーゲート関連の嫌がらせを取り締まる上で更なる課題となる、と問題提起している。ただし、同判決ではまた、ソーシャルメディア上での脅迫が真の脅迫であると認められた場合は、他のコミュニケーション形態での脅迫と同じように扱われるべきであると示唆している。
キャサリン・クラーク下院議員は、ゲーマーゲートの標的となった女性達による擁護の結果もあり、ネット上の虐待に対する法執行機関の対応強化を求めた。2015年3月10日、クラークは下院歳出委員会に書簡を送り、ゲーマーゲートに関連した脅迫・嫌がらせが問題を浮き彫りにしたと述べ、インターネット上の女性に対する嫌がらせを取り締まるよう司法省に要請するよう求めた。 クラークは米司法省に対し、女性に対するオンライン上の脅迫を「優先的に取り締まる」よう要請し、「私たちはこれが無害なデマだとは考えていません。私たちは、これが女性にとって現実に影響を及ぼすと考えています」と述べた。5月27日、米国下院は、女性に対するオンライン・ハラスメントへの対策強化を求めるクラークの要求を正式に支持し、司法省による捜査と訴追の強化を要求した。
2017年6月、クラークは共同提案者らとともに「2017年オンライン安全近代化法」を提出した。この法案は、晒し行為、スワッティング、セクストーションを含む「個人に対するサイバー犯罪」の罰則化に重点を置くとともに、こうした犯罪に取り組むための法執行機関の訓練に2,000万ドル、犯罪に関連する統計や情報を調査・収集するための「個人に対するサイバー犯罪に関する全米リソースセンター」の設立に400万ドルを交付するものである。

## 騒動の評価
批評家達は一般的にゲーマーゲートを、伝統的に男性であったビデオゲームコミュニティを多様化しようとする努力に対する、特に率直な女性をターゲットとした、長期にわたる文化戦争の一環であると評している。彼らは、ゲーマーゲート支持者がゲーム業界の女性人物に頻繁に嫌がらせをしていることや、ゲームの社会批判や分析に携わる人々に対するあからさまな敵意を挙げている。
ワシントン・ポストのデジタル・カルチャー・ライターであるケイトリン・デューイは、「ゲーマーゲートがどのような形で始まったにせよ、それは今やインターネット上の文化戦争である」と述べ、インクルージョンの拡大を主張する主に女性のゲーム開発者や批評家と、そのような変化に反対する「罵詈雑言の雑多な同盟」との間で対立していると述べている。Voxによれば、ゲーマーゲート支持者は、倫理的な問題を議論することよりも、ゲームの社会批判や分析に反対したり、著名な女性に嫌がらせをしたりすることに関心があるという。アルス・テクニカは、初期のメンバーの言葉を引用し、彼らはビデオゲームには興味が無く、主にクィンを攻撃することに興味があった、と語っている。
ゲーマーゲートは反フェミニズム的なイデオロギーによって推進されているとされている。一部の支持者はこれを否定しているが、ゲーマーゲートの中に女性差別的な声があることは認めている。
アントンセン・アスク・カールストロームは『en:Nordic Journal of Science and Technology Studies』誌に「#gamergateの場合、多くの参加者の明確な目的は、議論やゲーム産業から人々のグループ、特に女性を排除し、市民としての女性の権利を制限することである。」と綴っている。ジョン・ストーンは『ガーディアン』に寄稿し、ゲーマーゲート騒動を「凶悪な右翼感情のうねり」と呼んだ。
コメンテーターらは、この騒動はゲームにほとんど関心の無かった右派や保守派の識者によって利用されていると述べている。クリシェラ・ヘルツォークは暴力的な性差別に加え、ゲーマーゲートには同性愛嫌悪、トランスフォビア、反ユダヤ主義、人種差別、ネオナチズムの悪質な系統と暴力的な感情があると述べている。またゲーマーゲート支持者は、文化マルクス主義陰謀論も主張している。

### ゲーマーのアイデンティティ
ゲーマーゲートはしばしば、「ゲーマー」の文化的アイデンティティの変化に対する反動だと考えられている。1990年代にビデオゲームの人気が主流になるにつれ、「ゲーマー」というアイデンティティが、主に若い男性の異性愛者、そして彼らにアピールするためにデザインされたゲームの種類の間で出現した。年月を経て、ゲームの人気が高まるにつれ、従来のゲーマー層には当てはまらない多くの人々、特に女性もその対象に含まれるようになった。また、モバイルゲームやカジュアルゲームは、従来のゲーマーのアイデンティティを超えて業界の範囲を拡大した。
典型的な"ゲーマー"に最も人気のあるゲームは、しばしば露骨な暴力と誇張されたジェンダーステレオタイプを特徴としていたが、ゲイ、レズビアン、トランスジェンダーをテーマとする、より多様なゲームがそれに加わった。伝統的にゲーム業界自体に依存していたゲームメディアとは対照的に、インディーゲームのブログやウェブサイトが、こうした動きについてコメントするために作られていった。
メディア研究者であるエイドリアン・マサナリーは、ゲーマゲートはゲームのコンテンツにおけるそのような変化と、プレイヤーのデモグラフィックの変化に対する直接的な反応であると語っている。 2014年と2015年にエンターテインメントソフトウェア協会が行った調査によれば、ビデオゲームのプレイヤーは44％から48％が女性であり、平均年齢は35歳であった。このような幅広い客層は、ゲームにおいて一般的であったいくつかの型やステレオタイプに疑問を持ち始めた。シーラ・チェスとエイドリアン・ショーは、このような変化に対する懸念がゲーマーゲートの根底にあり、特に若い男性を主なターゲットとした性的なゲームが、より幅広い層に向けて販売される性的でないゲームにいずれ取って代わられるかもしれないという危機感があると書いている。事実、ゲーマーゲート支持者にはしばしば、そうしたゲームや、より多様でカジュアルなプレイヤーグループを、「真の」ゲームやゲーマーではないとして否定する者がいる。
ワシントン・ポストのアリッサ・ローゼンバーグは、ゲーマーゲート達の懸念の一部は、ゲームを芸術ではなく「電化製品」と見なし、伝統的な芸術的基準ではなく、機能チェックリストに基づいてレビューされるべきだという考え方に根ざしていると述べた。ニューヨーク・タイムズのクリス・スエレントロップは、ゲームという媒体の革新的な使用に対する抵抗や、『Gone Home』のような芸術的なゲームの報道や賞賛が増えると、『グランド・セフト・オートV』のような大ヒットゲームに悪影響を及ぼすという信念を批判した。

### ゲーム業界の反応
クィン、サーキージアンらへの嫌がらせをきっかけに、著名な業界関係者たちは、ビデオゲームコミュニティとゲーム業界に対する社会的認知にダメージを与えたとして、ゲームゲートの攻撃を非難した。さまざまな人種、性別、社会的背景を持つ複数のゲーム開発者、ジャーナリスト、ゲーマーが、嫌がらせの対象となった人々との連帯や、ゲーマーゲート支持者からの反動的なメッセージへの反対を示すために、#INeedDiverseGames、#StopGamergate2014、#GamersAgainstGamergateといった新しいTwitterハッシュタグを採用した。インディーゲーム開発者のAndreas Zecherは、コミュニティに対して攻撃に反対する立場を取るよう呼びかける公開書簡を書き、ゲーム業界内の2,000人以上の専門家の署名を集めた。業界の多くは、この署名を『クィンとサーキージアンに対する悪質な攻撃を行っている人々がゲーム業界全体を代表するものでは無いことの証拠』と見ていた。 
ブリザード・エンターテイメントの社長兼共同設立者であるマイケル・モーハイムは、BlizzCon 2014にて最近のネット上で行われている嫌がらせ行為を糾弾し、「本当にひどいことをしている（少数の）人々」を非難し、ゲーマーとしての「評判を落としている」と述べた。彼は参加者に対し、お互いに親切に接し、コミュニティがハラスメントを拒絶していることを世界に示すよう呼びかけた。名指しこそしなかったものの、彼の発言はゲーマーゲートを指していると広く解釈された。
ソニー・コンピュータエンタテインメントのアメリカ支社とヨーロッパ支社のCEOであるショーン・レーデンとジム・ライアンはそれぞれ、ハラスメントといじめは絶対に恐ろしいものであり、ソニーではこのような不適切な行為は許されないと述べた。
任天堂アメリカ支社はゲーマーゲートを批判し、一連のネット上での出来事を「オンライン上のヘイトキャンペーン」であるとして、「任天堂はいかなる形であれ、個人に対する嫌がらせを断固拒否する」とした。
エレクトロニック・アーツのCOOのピーター・ムーアは、この騒動によってEAは多様性と包括性にもっと注意を払うようになったと述べ、「ゲーマーゲートに恩恵があるとすれば……私達は（ゲームについて）よく考え直すようになったことだと思います。」とコメントした。